# Villa Celestina
Villa Celestina è un edificio di Castiglioncello (LI).

## Storia
La villa sorse negli anni trenta del Novecento su un preesistente edificio realizzato intorno al 1915, che era stato anche sede di un circolo Kursaal.
Nel 1930 la proprietà passò ad Attilio Teruzzi, Capo di Stato Maggiore della Milizia, che nei mesi successivi affidò il rifacimento dell'immobile all'architetto romano Vittorio Cafiero.
I lavori furono ultimati nel 1932. La villa fu denominata "Celestina", in onore della madre di Teruzzi.
Fino al 1943 la villa fu sede di numerose feste; dopo la guerra, con l'arresto di Teruzzi, divenne proprietà demaniale e fu data in uso all'amministrazione comunale di Rosignano Marittimo.
Divenne così sede del "Circolo Villeggianti", di una frequentata sala da gioco e di un locale da ballo. A partire dagli anni ottanta l'edificio fu chiuso e rimase abbandonato per oltre due decenni.
Nel 2010, a seguito di un accordo con l'Università di Pisa, la villa divenne sede di un centro di biologia marina.
Tuttavia, al 2014 si registra la chiusura del centro universitario, che peraltro non aveva mai lavorato a pieno regime.
A luglio 2022, l'Agenzia del Demanio pubblicò l'avviso di vendita dell'immobile.
Nel corso del 2023 villa Celestina venne acquisita dalla famiglia Spinnato Baldini, con l'intento di farne sede di attività rivolte a residenti e i turisti.

## Descrizione
Villa Celestina si inserisce a margine di un'ampia pineta, tra la stazione ferroviaria e il mare.
Dopo la riedificazione degli anni trenta, l'architetto eliminò qualsiasi elemento decorativo, facendo grande uso di calcestruzzo armato. L'edificio presenta un aspetto razionalista, antisimmetrico, in cui risaltano i porticati architravati e le grandi superfici vetrate degli ambienti di soggiorno.